# Gemeinde Pawlowitzke
Die Gemeinde Pawlowitzke, polnisch Gmina Pawłowiczki ist eine Landgemeinde im Powiat Kędzierzyńsko-Kozielski (Kreis Kandrzin-Cosel) in der Woiwodschaft Opole in Polen. Der Gemeindesitz ist Pawlowitzke (Pawłowiczki). Die Gemeinde ist zweisprachig polnisch und deutsch.

## Geografie
Die Gemeinde liegt im südlichen Oberschlesien und im Westen des Powiat Kędzierzyńsko-Kozielski. Die Landgemeinde hat eine Fläche von 153,58 km², davon sind 89 % Flächen für die Landwirtschaft und 5 % Waldflächen.

## Ortschaften
In der Gemeinde befinden sich:
Orte mit Schulzenamt:
- Autischkau (Ucieszków)
- Borislawitz (Borzysławice)
- Chrósty (Chrost)
- Dobieszów (Dobischau)
- Dobroslawitz (Dobrosławice)
- Gościęcin (Kostenthal)
- Grötsch (Grodzisko)
- Groß Nimsdorf (Naczęsławice)
- Grudynia Wielka (Groß Grauden)
- Jakubowice (Jakobsdorf)
- Karchów (Karchwitz)
- Klein Grauden (Grudynia Mała)
- Koske (Kózki)
- Ligota Wielka (Groß Ellguth)
- Matzkirch (Maciowakrze)
- Mierzęcin (Mierzenzin)
- Milice (Militsch)
- Ostrosnitz (Ostrożnica)
- Pawłowiczki (Pawlowitzke)
- Przedborowice (Przeborowitz)
- Radoschau (Radoszowy)
- Trawnig (Trawniki)
- Urbanowice (Urbanowitz)

## Bevölkerung
Neben der polnischen Bevölkerung gaben bei der Volkszählung 2002 1824 Personen (21,0 %) die deutsche Nationalität (Volkszugehörigkeit) an. Bei der Volkszählung 2011 lag der prozentuale Anteil der Deutschen bei 18,6 % bzw. 1502 Personen.
| Nationalität   | 2002   | 2002   | 2011 (2) | 2011 (2) | 2021 (2) | 2021 (2) |
| Nationalität   | Anzahl | Anteil | Anzahl   | Anteil   | Anzahl   | Anteil   |
| -------------- | ------ | ------ | -------- | -------- | -------- | -------- |
| Deutsch        | 1824   | 21,0 % | 1502     | 18,6 %   | 1115     | 15,50 %  |
| Polnisch       | 5302   | 60,9 % |          |          |          |          |
| Schlesisch (1) | 82     | 0,9 %  |          |          | 972      | 13,52 %  |
| keine Angabe   | 1475   | 17,0 % |          |          |          |          |

1 = Wird nicht als Nationalität anerkannt.

2 = Mehrfachnennung möglich.

## Politik

### Gemeindevorsteher
An der Spitze der Gemeindeverwaltung steht der Gemeindevorsteher. Seit 2011 ist dies Jerzy Treffon vom Wahlkomitee „Unsere Gemeinde“, der bei der turnusmäßigen Neuwahl im Oktober 2018 ohne Gegenkandidaten mit 77,2 % der Stimmen wiedergewählt wurde. Bei der Wahl 2024 kam es zu folgendem Ergebnis:
- Jerzy Treffon (Wahlkomitee „Unsere Gemeinde“) 62,7 % der Stimmen
- Gilbert Kandziora (Polska 2050) 37,3 % der Stimmen

Damit wurde Amtsinhaber Treffon erneut bereits im ersten Wahlgang wiedergewählt.

### Gemeinderat
Der Gemeinderat besteht aus 15 Mitgliedern und wird direkt in Einpersonenwahlkreisen gewählt. Die Gemeinderatswahl 20ku führte zu folgendem Ergebnis:
- Wahlkomitee „Unsere Gemeinde“ 52,7 % der Stimmen, 10 Sitze
- Wahlkomitee Gilbert Kandziora (Polska 2050) 44,4 % der Stimmen, 3 Sitze
- Wahlkomitee „Kleine Heimat“ 2,8 % der Stimmen, kein Sitz
- Wahlkomitee „Zbigniew Duda – Starkes Dorf“ 0,0 %, 1 Sitz (*)
- Wahlkomitee Gościęcin 0,0 %, 1 Sitz (*)

(*) Diese Wahlkomitees traten lediglich in jeweils einem Wahlkreis an und hatten dort jeweils keinen Gegenkandidaten, so wurden ihre Bewerber dort ohne Wahl und damit auch ohne Stimmen in den Gemeinderat gewählt.
Die Gemeinderatswahl 2018 führte zu folgendem Ergebnis:
- Wahlkomitee „Unsere Gemeinde“ 52,7 % der Stimmen, 10 Sitze
- Wahlkomitee Deutsche Minderheit 21,1 % der Stimmen, 1 Sitz
- Wahlkomitee „Kleine Heimat“ 13,3 % der Stimmen, 1 Sitz
- Wahlkomitee „Jan Trautberg – Gutes Dorf“ 8,3 % der Stimmen, 1 Sitz
- Wahlkomitee Gościęcin 4,7 %, 1 Sitz
- Wahlkomitee „Zbigniew Duda – Starkes Dorf“ 0,0 %, 1 Sitz (*)

(*) Das Wahlkomitee trat lediglich im Wahlkreis 10 an und hatte dort keinen Gegenkandidaten, so wurde Zbigniew Duda ohne Wahl und damit auch ohne Stimmen in den Gemeinderat gewählt.